# Champniers, Vienne
Champniers là một xã, tọa lạc ở tỉnh Vienne trong vùng Nouvelle-Aquitaine, Pháp. Xã này có diện tích 20,03 km², dân số năm 2006 là 369 người. Xã nằm ở khu vực có độ cao trung bình 148 m trên mực nước biển.
Dân địa phương danh xưng tiếng Pháp là Camponégriens.

## Biến động dân số
| Năm | 1962 | 1968 | 1975 | 1982 | 1990 | 1999 | 2006 |
| --- | ---- | ---- | ---- | ---- | ---- | ---- | ---- |
| Dân số | 398  | 502  | 400  | 398  | 400  | 348  | 369  |
| From the year 1962 on: No double counting—residents of multiple communes (e.g. students and military personnel) are counted only once. |      |      |      |      |      |      |      |